# Edmond de Bourg (seigneur de Mayo)
Ne doit pas être confondu avec l'un de ses cousins, Edmond de Bourg (mort en 1338).
Pour les autres membres de la famille, voir famille de Bourg.
Edmond de Bourg, surnommé l'Écossais, ou Edmond Albanach de Burgh en anglais (mort le 4 novembre 1375) est un noble anglo-irlandais issu de la famille de Bourg. En 1332, il se proclame seigneur de Mayo, titre qu'il conserva jusqu'à sa mort.

## Origine
Edmond de Bourg est le deuxième fils de Guillaume de Bourg, dit le Gris. Son surnom d'Écossais est lié à sa qualité d'otage dans le royaume d'Écosse comme garantie du paiement de la rançon de son père.

## Biographie
Le frère aîné d'Edmond, Gautier (en), administrait après la mort de leur père en 1324 les domaines de la famille de Bourg dans le Connacht. En 1332, il est incarcéré par leur cousin le comte d'Ulster Guillaume le Comte Brun, qui le laisse mourir de faim dans le nouveau château d'Inishowen. En représailles, le comte Guillaume est assassiné le 6 juillet 1333 près de Knochfergus par des hommes menés par Thomas de Mandeville, l'époux de Gylle, sœur de Gautier et d'Edmond. Le Comte Brun ne laisse qu'une fille en bas âge Élisabeth de Bourg, bientôt promise au prince Lionel d'Anvers, un des fils du roi Édouard III d'Angleterre, et élevée en Angleterre. L'oncle de l'héritière, aussi appelé Edmond de Bourg († 1338), chef de la branche de ClanWilliam, tente d'éviter qu'elle soit spoliée de son héritage et obtient dès le 6 septembre 1333 la gestion de ses biens du Connacht. Dès 1335, ce dernier s'oppose à son cousin Edmond l'Écossais qui s'était fait reconnaître « Mac William Íochtar », c'est-à-dire chef des Bourke du Nord ou de Mayo, en même temps que son frère Ulick se proclamait Mac William Uachtar, dans le sud du Connacht.
Le 19 avril 1338, Edmond de Bourg de Clan William est fait prisonnier à Ballinrobe par son homonyme Edmond l'Écossais et par son frère Raymond. Il est interné d'abord dans un château du Lough Mask puis dans celui de Ballynonagh sous la garde de vassaux de la famille Stauton. Ces derniers le jettent dans un sac rempli de pierres dans le Loch Mask. Edmond l'Écossais et son frère se réfugient sur des îles de la côte ouest de la province, jusqu'à ce que le 14 mars 1340, ils obtiennent le pardon du roi Édouard III d'Angleterre. Ce meurtre provoque la fin de la suzeraineté anglaise sur le Connacht.
Edmond l'Écossais peut alors affirmer son autorité sur les anglo-normands du comté de Mayo, les Pendergastet. En 1366, allié à Aodh mac Feidhlimidh Ua Conchobhair roi de Connacht et à Liam Ó Kelly, il s'impose aux Burke du comté de Galway, les Burke de Clanricard. Sa mort est enregistrée dans les annales et dans l'obituaire de l'abbaye franciscaine de Galway Il avait été également un bienfaiteur de l'abbaye de Cong mais on ignore où il a été inhumé mais pas dans l'abbaye d'Athenry comme son père Guillaume le Gris.

## Unions et postérité
Edmond l'Écossais épouse deux princesses gaéliques :
1) Sabina (Sadhbh Ni Maillie), fille de Dermot mac Owen Ó Malley (Ó Máille), avec qui il eut :
- Thomas mac Edmund Albanach Bourke 2e Mac William Íochtar ;

2) Finola Ní Cellaigh (Ó Kelly) († 1380) dont :
- William Saxonagh Bourke, († 1368)
- Theobald, tué en 1374
- Ricard, tué en 1377

## Sources
- (en) T.W Moody, F.X. Martin, F.J. Byrne A New History of Ireland , Volume IX Maps, Genealogies, Lists. A companion to Irish History part II . Oxford University Press réédition 2011  (ISBN 9780199593064).
- (en)  Martin J. Black Journal of the Galway Archeological and Historical Society Vol VII no 1 « Notes on the Persons Named in the Obituary Book of the Franciscan Abbey at Galway » 1-28.